# 牛田智大
牛田智大（日语：／ Ushida Tomoharu ，1999年10月16日—）是日本一名钢琴家。

## 唱片作品
| 唱片名 | 中文译名                 | 发行日期      | 发行公司     | 编号                  |
| ------ | ------------------------ | ------------- | ------------ | --------------------- |
|        | 爱之梦～牛田智大首演     | 2012年3月14日 | 日本环球音乐 | UCCY-9012 / UCCY-1023 |
|        | 回忆                     | 2012年8月22日 | 日本环球音乐 | UCCY-9015 / UCCY-1026 |
|        | 献呈～李斯特与肖邦名曲集 | 2013年6月19日 | 日本环球音乐 | UCCY-9018 / UCCY-1030 |
|        | 梦幻曲～浪漫钢琴名曲集   | 2014年7月02日 | 日本环球音乐 | UCCY-9019 / UCCY-1039 |
|        | 爱的喜悦                 | 2015年6月24日 | 日本环球音乐 | UCCY-9024 / UCCY-1056 |
|        | 展览会之画               | 2016年9月14日 | 日本环球音乐 | UCCY-1069             |

## 获奖经历
- 2005年－第二届上海市琴童幼儿钢琴电视大赛 年度冠军

- 2008年－第九届亚洲肖邦国际钢琴大赛（ショパン国際ピアノコンクール in ASIA） 小学一、二年级组 金奖第一名

- 2009年－第十届亚洲肖邦国际钢琴大赛 协奏曲A组 金奖第一名（赛事历史上本组别最年轻得主）

- 2009年－横滨开港150周年纪念赛 小学生组 冠军 · 特别奖

- 2010年－第十一届亚洲肖邦国际钢琴大赛 小学三、四年级组 金奖第一名

- 2010年－第二届青年钢琴家大赛（ヤングピアニストコンクール） C组 冠军

- 2011年－第十二届亚洲肖邦国际钢琴大赛 协奏曲B组 金奖第一名（赛事历史上本组别最年轻得主）

- 2012年－第十三届亚洲肖邦国际钢琴大赛 协奏曲C组 金奖第一名（赛事历史上本组别最年轻得主）

- 2012年－第十六届滨松国际钢琴学院大赛 冠军（赛事历史上最年轻得主）

## 师从经历
- 2002年8月，拜师上海市陈乐融。

- 2003年4月，拜师上海音乐学院钢琴系系主任郑曙星教授。

- 2006年4月，拜师昭和音乐大学研究生院金子胜子教授。

- 2013年1月，入学莫斯科音乐学院初级学院。师从尤里·斯列萨列夫（英语：Yuri Slesarev）（莫斯科音乐学院教授）和弗拉基米尔·奥夫钦尼科夫（英语：Vladimir Ovchinnikov (pianist)）（莫斯科音乐学院附属中央音乐学校校长）。

## 演出作品

### 电视节目
- 《无标题音乐会（日语：題名のない音楽会）》（2011年10月2日、2012年4月1日；朝日电视台）

- 《Hirunandesu!（日语：ヒルナンデス!）》（2012年3月7日；日本电视台）

## 关联书籍
- 《Little Pianist 牛田智大（リトル・ピアニスト 牛田智大）》 伊熊良子（伊熊よし子）著（2013年6月 扶桑社） ISBN 9784594068509

### 出典
1. ↑  . ヤマハミュージックリテイリング. 2012-04-15  [2012-04-22]. （原始内容存档于2014-02-03）.
2. ↑  . All About. 株式会社オールアバウト. 2013-06-26  [2014-06-09]. （原始内容存档于2016-03-04）.